# Combat Comic
Combat Comic (jap. コンバットコミック, Kombatto Komikku) war ein japanisches Manga-Magazin, das sich Geschichten um Krieg und Militär widmete. Es erschien bei Nippon Shuppansha von 1984 bis 2001 und war über lange Zeit das einzige reine Kriegs-Manga-Magazin. Es kostete etwa 600 Yen und umfasste 225 Seiten. Die verkaufte Auflage lag in den 1990er Jahren bei etwa 100.000 Exemplaren.
Die Leserschaft bestand, laut Chefredakteur Tetsuya Kurosawa, vor allem aus Waffen(technik)begeisterten, Fans von Schusswaffen, Survival-Spielen oder Mecha. Die meisten seien um die 20 Jahre alt, aber manche auch deutlich älter und viele Mitglieder der japanischen Streitkräfte.

## Inhalte
Die Ausgaben enthielten etwa zehn laufende Manga-Serien sowie einige Kurzgeschichten und Artikel zu militärischen Themen. Einige der Geschichten widmeten sich immer einem aktuellen beziehungsweise sich jährenden militärischen Ereignis. Sie widmen sich vor allem dem der Pazifikkrieg und der Zweite Weltkrieg in Europa. Außerdem gibt es einen an Erzählungen über alternative Geschichtsverläufe, Simulationen oder Spekulationen und Science-Fiction-Kriegsgeschichten, die in der nahen Zukunft spielen. Nicht wenige dieser Serien drehen sich um die Frage, wie Japan den Zweiten Weltkrieg hätte gewinnen können oder was danach geschehen wäre. Die Mangas sind deutlich textlastiger als in anderen Magazinen, da viele Informationen zur Technik und historischem Hintergrund vermittelt werden müssen, zumal die Inhalte meist umfassend recherchiert sind. Etwa die Hälfte der Protagonisten sind japanische Soldaten. Die Kapitel erfolgreicher Geschichten erschienen zusammengefasst in der Serie Bomb Comics. Zu den meistverkauften dieser gesammelten Geschichten zählen solche über den Golfkrieg und den Vietnamkrieg.
Die Inhalte des Magazins waren regelmäßig öffentlicher Kritik ausgesetzt, da Krieg rein technisch dargestellt und eine Begeisterung für Waffen geschürt werde. Die Redaktion bemühte sich dabei stets, unpolitisch zu bleiben und zu betonen, dass man keine bellizistische Botschaft vermitteln will, sondern nur unterhalten. Man wolle den Interessierten einen realistischen Blick auf den Krieg ermöglichen.